# Joel Esteller
Joel Esteller (Barcelona, 6 de enero de 1988 - ) es un jugador español de waterpolo.

## Clubes
- Club Natació Barcelona ( España)

## Títulos
Como jugador de club
- 1 Liga española de waterpolo masculino (2005)

Como jugador de la selección española
- Plata en el Campeonato del Mundo de Roma 2009
- 4º en el Campeonato de Europa Juvenil de Sofía (Bulgaria) 2005